# 高専ロボコン2001 Happy Birthday 39
高専ロボコン2001 Happy Birthday 39（こうせんろぼこん2001 はっぴーばーすでぃ 39）は2001年に開催された14回目の高専ロボコンである。

## 概要
遠隔操縦のロボットで、赤・青のゾーンに分かれて対戦。
競技フィールドに置かれた27本の長円筒（ろうそく）をより多く自陣の「ケーキゾーン」と「ショートケーキゾーン」に立てる。自陣の「ショートケーキゾーン」に円筒が少なくとも1本立ち、かつ、自陣の「ケーキゾーン」または「ショートケーキゾーン」に立った円筒のうち少なくとも1本に「炎」を灯したことを条件に、自陣の「ケーキゾーン」と「ショートケーキゾーン」に円筒がより多く立ったチームを勝ちとした。
ちなみに、この年は高専が誕生してから39年目であった。

## 主なロボットの制約
- 大きさ

スタート時は 1200mm×1200mm 以内に収まること（炎は除く）。
スタート後の変形・分離後は自由
- 重量

27kg以内（コントロールボックスや電源装置は含むが、炎は除く）
- 動力源

制限なし
ただし、安全でないものは使用できない
- 製作費

8万円以内
- 操作形態

赤外線・可視光・音波を用いた遠隔操縦

## 大会結果

### 全国大会
11月25日 両国国技館にて開催
| ロボコン大賞 | 大島山商船高専 オロチ3兄弟        |
| 優勝         | 詫間電波高専 チャレンジャー       |
| 準優勝       | 仙台電波高専 transfix             |
| アイデア賞   | 広島商船高専 聞いてね！キリンさん |
| 技術賞       | 北九州高専 すごいぞぉ             |
| デザイン賞   | 育英高専 ド壇場turn               |
| 特別賞       | 豊田高専 点火無敵                 |